# Międzynarodowy Wyścig Kolarski o Puchar Prezydenta Miasta Grudziądza
Międzynarodowy Wyścig Kolarski o Puchar Prezydenta Miasta Grudziądza – wieloetapowy szosowy wyścig kolarski w kategorii junior, organizowany cyklicznie od 1989 roku na terenie Polski w okolicach Grudziądza na przełomie kwietnia i maja. Organizowany jest przez ALKS Stal Grudziądz.

## Historia
Wyścig kolarski juniorów o Puchar Prezydenta Grudziądza ma długą i bogatą historię. Grupa działaczy sekcji kolarskiej po doświadczeniach w organizacji mniejszych wyścigów przez 15 lat (1974-1988) działalności postanowiła zorganizować duży ogólnopolski wyścig w kategorii junior. I Ogólnopolski Wyścig Kolarski o Puchar Prezydenta Grudziądza odbył się w dniach 28.04 – 01.05.1989 roku i składał się z czterech etapów. Wystartowało 114 zawodników, a wśród nich siedmiu zawodników grudziądzkich (Mariusz Krzak, Rafał Mioduszewski, Mariusz Gralak, Maciej Jakubowski, Dariusz Mikrut, Robert Kietrys i Tomasz Dudek). W klasyfikacji generalnej po rozegraniu 4-ch etapów pierwsze trzy miejsca zajęli:
- I miejsce Piotr Pietruszka – SOKÓŁ CZĘSTOCHOWA
- II miejsce Mariusz Krzak – STAL Grudziądz
- III miejsce Piotr Wadecki – MLEXER Elbląg

pozostali zawodnicy sekcji zajęli następujące miejsca: X miejsce Rafał Mioduszewski XXII miejsce Dariusz Mikrut
Wyścig ukończyło i zostało sklasyfikowanych 77 zawodników. Najaktywniejszym zawodnikiem wyścigu przez zdobywanie punktów na lotnych premiach został Rafał Mioduszewski, a drugie miejsce w tej klasyfikacji zajął Mariusz Krzak, obaj reprezentowali STAL Grudziądz. Klasyfikację drużynową wygrał zespół Klubu Sportowego „STAL” Grudziądz, II miejsce zajął „SOKÓŁ” Częstochowa, a III miejsce „STOMIL” Poznań. Pierwszy wyścig o takiej randze był bardzo udany i działacze postanowili kontynuować w latach następnych.
W 1990 roku postanowiono zorganizować II Międzynarodowy Wyścig Kolarski Juniorów o Puchar Prezydenta Grudziądza w obsadzie międzynarodowej. Z zaproszenia skorzystali zawodnicy z Łotwy, Niemiec Zachodnich, Związku Radzieckiego i Belgii. Wystartowało 102 zawodników z całej Polski oraz z zagranicy. Po bardzo ciekawym rozgrywaniu poszczególnych etapów zwycięzcami zostali następujący zawodnicy:
- I miejsce Mariusz Krzak – MZKS „STAL” Grudziądz
- II miejsce Grzegorz Łaniec – Pom. Zot. Stargard Szcz.
- III miejsce Anatel Garish – ZSRR

W klasyfikacji drużynowej zwyciężyli:
- I miejsce Pomorze Zootechnik Stargard Szczeciński
- II miejsce Dniepr Dniepropietrowsk ZSRR
- III miejsce MZKS „STAL” Grudziądz

Wyścig odwiedził Grudziądz, Łasin oraz Grutę i rozegrany został na pięciu etapach o łącznej długości 230 km.
Kolejny III Międzynarodowy Wyścig Kolarski (1991 rok) został rozegrany na pięciu etapach. Po raz pierwszy wyścig zawitał do Brodnicy. Rozegrano dwa etapy ze startu wspólnego oraz dwa kryteria uliczne i jazdę indywidualną na czas. Zwycięzcami w klasyfikacji generalnej zostali:
- I miejsce Piotr Wadecki – Mlexer Elbląg
- II miejsce Grzegorz Kidon – Społem Łódź
- III miejsce Anton Goumenuke – ZSRR

Zajmujący I miejsce w klasyfikacji generalnej Adam Wadecki wygrał wszystkie etapy. Wyścig rozegrano na dystansie 270 km, a wystartowało 125 zawodników, w tym 5 ekip zagranicznych.
W 1992 roku postanowiono zorganizować IV Międzynarodowy Wyścig Kolarski na trasie jak w 1991 roku. Akceptacja uczestników poprzedniej edycji, jak i zainteresowanie Burmistrza Brodnicy było tego przyczyną. Rozegrano pięć etapów o łącznej długości 270 kilometrów. Zwycięzcą klasyfikacji generalnej został Krzysztof Ciesielski z Hellena Kalisz.
W 1993 roku rozegrano V Międzynarodowy Wyścig Kolarski Juniorów w dniach 30.04 –02.05.1993 r. na trasie pięciu etapów o łącznej długości 286 km. W wyścigu wystartowało 64 zawodników, w tym zespół z Belgii oraz zawodnicy z całego kraju. Zwycięzcami w klasyfikacji generalnej zostali:
- I miejsce Rafał Kaźmierczak – „STOMIL” Poznań
- II miejsce Artur Szreder – Agromel Toruń
- III miejsce Sebastian Gołąb – Hellena Kalisz

A w klasyfikacji drużynowej zwycięzcami zostali:
- I miejsce STOMIL Energopol Poznań
- II miejsce HELLENA Kalisz
- III miejsce AGROMEL Toruń

W 1994 roku VI Międzynarodowy Wyścig Kolarski Juniorów rozgrywany był w dniach 30.04 – 02.05. na trasie czterech etapów o łącznej długości 276 km. Wystartowało 71 zawodników, w tym dwie ekipy z zagranicy (Niemcy i Litwa) oraz 16 ekip klubowych z Polski. Zwycięzcami w klasyfikacji generalnej zostali:
- I miejsce Maciej Neumann – POM Strzelec Krajeński
- II miejsce Dariusz Kapidura – Pacyfik Toruń
- III miejsce Mirosław Gradlewski – Romet

Najlepszym zawodnikiem klubu został Wojciech Ferner, który zajął 25 miejsce.
W klasyfikacji drużynowej zwyciężyli:
- I miejsce POM Strzelce Krajeńskie
- II miejsce Litwa
- III miejsce Pacyfik Toruń

W 1995 roku VII Międzynarodowy Wyścig Kolarski Juniorów rozegrany został w dniach 29.04-01.05.1995 na trasie czterech etapów o łącznej długości 301km. Wystartowało 93 zawodników, w tym 5 ekip zagranicznych (Szwecja, Litwa, Frankfurt, Cottbus i Słowacja) oraz 27 klubów z Polski. Zwycięzcą w klasyfikacji generalnej został:
- I miejsce Sandre Schynal – RSC COTTBUS
- II miejsce Marek Maciejewski – Pacyfik Toruń
- III miejsce Mirosław Skrzyczak – MKS – EMDEK

Najlepszym zawodnikiem z klubu został Wojciech Ferner, który zajął XVII miejsce.
W roku 1997, rozegrano IX Międzynarodowy Wyścig Kolarski Juniorów na trasie pięciu etapów o łącznej długości 384km. Po raz pierwszy miastem etapowym zostało Wąbrzeźno. Wystąpienie zarządu klubu poparte przez Polski Związek Kolarski do władz Międzynarodowej Unii Kolarskiej UCI o włączenie wyścigu do kalendarza międzynarodowego zostało uwzględniane pozytywnie w tej sytuacji zainteresowanie startem ekip zagranicznych zdecydowanie wzrosło z uwagi na fakt, że zdobyte punkty uwzględniane były w prowadzonej klasyfikacji Pucharu Europy. Wystartowało 123 zawodników, w tym 10 ekip zagranicznych i 21 ekip krajowych (reprezentacja Polski, Szkoła Mistrzostwa Sportowego Żyrardów, reprezentacje regionalne i kluby). Po rozegraniu sześciu etapów o łącznej długości 453,7km zwycięzcą w klasyfikacji indywidualnej został:
- I miejsce Sergeuei Kramzine – Rosja
- II miejsce Andrius Ciplijauskos – Litwa
- III Miejsce Kirill Golowbew – Rosja

W klasyfikacji drużynowej zespoły:
- I miejsce Rosja
- II miejsce Polska
- III miejsce Rosja II

Najlepszym zawodnikiem zespołu STALI został Waldemar Płaksa, który zajął X miejsce.
W roku 1997 rozegrano IX Międzynarodowy Wyścig Kolarski Juniorów na trasie pięciu etapów o łącznej długości 384km. Po raz pierwszy miastem etapowym zostało Wąbrzeźno. Wystartowało 113 zawodników, w tym 11 ekip z zagranicy i 12 z kraju (Polska, Reprezentacje Regionalne, SMS Żyrardów i SMS Toruń). Po rozegraniu wszystkich etapów zwycięzcą w klasyfikacji generalnej został:
- I miejsce Aleksandre Kautsiński – Białoruś
- II miejsce Mariusz Kamiński – Polska
- III Miejsce Dainius Kairells – Litwa

Najlepszym zawodnikiem z kraju został Mariusz Kamiński reprezentujący Polskę.
W klasyfikacji drużynowej zwyciężyły
- I miejsce Polska
- II miejsce SMS Żyrardów
- III miejsce Białoruś

W roku 1998 rozegrano X Międzynarodowy Wyścig Kolarski Juniorów w dniach 29.04-03.05 na trasie pięciu etapów o łącznej długości 402km. Do miast etapowych dołączył Kwidzyn. W Klasyfikacji generalnej zwyciężyli:
- I miejsce Jan Pokrant – RSC Cottbus
- II miejsce Mateusz Mróz – Polska
- III Miejsce Michał Olejnik – Polska

Klasyfikacja drużynowa przedstawia się następująco:
- I miejsce Polska I
- II miejsce Niemy RSC Cottbus
- III miejsce SMS Toruń

Wystartowało 132 zawodników reprezentujących 28 ekip, w tym 17 ekip z zagranicy.
XI Międzynarodowy Wyścig Kolarski JUNIORÓW rozegrano w dniach 30.04. – 03.05.1999 roku na trasie pięciu etapów o łącznej długości 464,5 km. Wystartowało 110 zawodników w 26 ekipach, w tym 13 ekip z zagranicy. Po rozegraniu pięciu etapów zwycięzcami zostali:
- I miejsce Daniel Majewski – SMS Toruń
- II miejsce Paweł Bendkowski – Polska I
- III Miejsce Sebastian Jezierski – SMS Żyrardów

a najlepsze zespoły to:
- I miejsce Polska I
- II miejsce SMS Żyrardów
- III miejsce SMS Toruń

Wyścig ukończyło 86 zawodników, a etapy wygrywane były w Grudziądzu, Łasinie, Brodnicy, Kwidzynie i Grucie.
XII Międzynarodowy Wyścig Kolarski Juniorów rozegrano w dniach 29.04 – 03 05.2000 roku na trasie 6 etapów o łącznej długości 443,2 km. Wystartowało 162 zawodników w 34 ekipach, w tym: 17 ekip zagranicznych. Po raz pierwszy wystartowali zawodnicy z Austrii, USA i Bułgarii. Po rozegraniu wszystkich etapów zwycięzcami zostali:
- I miejsce Błażej Janiaczyk – Polska
- II miejsce Pawel Broutt – Rosja
- III Miejsce Peter Mazur – USA

a w klasyfikacji drużynowej podium było następujące:
- I miejsce USA
- II miejsce Rosja
- III miejsce Ukraina

Wyścig ukończyło 109 zawodników. Po raz pierwszy wyścig zawitał do Jabłonowa Pomorskiego, a poza tym rozgrywany był w Grucie, Łasinie, Grudziądzu i Kwidzynie.
XIII Międzynarodowy Wyścig Kolarski Juniorów rozgrywany był w dniach 29.04 – 03.05.2001 roku na trasie sześciu etapów o łącznej długości 569 km. Wystartowało 183 zawodników w 37 ekipach, w tym 19 ekip z zagranicy. W dotychczasowej historii wystartowało najwięcej ekip z zagranicy oraz był to najdłuższy wyścig. Wyścig ukończyło 118 zawodników, a zwycięzcami zostali:
- I miejsce Juka Vastananta – Finlandia
- II miejsce Błażej Janiaczyk – Polska
- III Miejsce Jarosław Baranowski – SMS Wrocław

a w klasyfikacji drużynowej podium to:
- I miejsce Polska
- II miejsce SMS Wrocław
- III miejsce RSC Cottbus

Po raz pierwszy wystartowali zawodnicy z Holandii i kolejnym miastem etapowym było Chełmno.
XIX Międzynarodowy Wyścig Kolarski juniorów rozegrano w dniach 01–05.05.2002 rok na trasie sześciu etapów o łącznej długości 560,2 km. Był to pierwszy wyścig UCI, bowiem na wniosek klubu i przy poparciu PZKol trafił on do kalendarza jako Puchar Europy dla tej kategorii wiekowej. Wystartowało 169 zawodników w 33 ekipach, w tym 26 ekip zagranicznych. Po rozegraniu sześciu etapów w klasyfikacji generalnej zwyciężyli:
- I miejsce Matej Jurco – Słowacja
- II miejsce Michail Igniatiew – Rosja
- III Miejsce Mateusz Tociak – Wielkopolska I

Był to bardzo ciekawy wyścig, bowiem do końca nie było wiadomo kto go wygra. Zwycięstwo M.Jurco na ostatnim etapie spowodowało, że z przewagą 4 sekund wygrał ten wyścig.
W klasyfikacji drużynowej zwyciężyli:
- I miejsce Polska
- II miejsce Słowacja
- III miejsce Rosja

Wyścig ukończyło 103 zawodników.
XV Międzynarodowy Wyścig Kolarski Juniorów rozegrano w dniach 01–04.05.2003 rok na trasie czterech etapó i prologu o łącznej długości 362,7 km. Wystartowało 185 zawodników w 39 ekipach, w tym 21 ekip z zagranicy. Po raz pierwszy przyjechali zawodnicy ze Słowenii i Węgier. Padł kolejny rekord pod względem ilości startujących zawodników i ekip. Po rozegraniu wszystkich etapów w klasyfikacji generalnej zwyciężyli:
- I miejsce Michail Ignatiew – Rosja
- II miejsce Peter Velits – Słowacja
- III Miejsce Christian Kux – Niemcy

a w klasyfikacji drużynowej zwyciężyli:
- I miejsce Rosja
- II miejsce Holandia
- III miejsce Dania

Wyścig ukończyło 127 zawodników.
XVI Międzynarodowy Wyścig Kolarski Juniorów rozegrano w dniach 30.04-03.05.2004 na trasie czterech etapów i prologu o łącznej długości 400 km. Wystartowało 157 zawodników w 32 ekipach w tym 17 ekip z zagranicy. Po raz pierwszy miastem etapowym został Golub – Dobrzyń. Po rozegraniu etapów w klasyfikacji generalnej zwyciężyli:
- I miejsce Timofey Kritskiy – Rosja
- II miejsce Aleksander Slivkin – Rosja II
- III Miejsce Simon Spilalc – Słowenia

a w klasyfikacji drużynowej zwyciężyli:
- I miejsce Rosja II
- II miejsce Polska
- III miejsce SMS Świdnica

XVII Międzynarodowy Wyścig Kolarski Juniorów rozegrano w dniach 30.04 – 03.05.2005 roku na trasie czterech etapów i prologu o łącznej długości 403 km. Wystartowało 185 zawodników w 36 ekipach, w tym 19 ekip zagranicznych. Po raz pierwszy wystartowali reprezentanci Francji. Po rozegraniu wszystkich etapów zwycięzcami zostali:
- I miejsce Paweł Mikulicz – Polska
- II miejsce Timofey Kritskiy – Rosja
- III Miejsce Robert Małyszek – Wielkopolska

a w klasyfikacji drużynowej zwyciężyli:
- I miejsce Polska
- II miejsce Premier Rosja
- III miejsce SMS Świdnica

XVIII Międzynarodowy Wyścig Kolarski Juniorów rozegrano w dniach 30.04 – 03.05.2006 roku na trasie czterech etapów o łącznej długości 379,9 km. I ETAP składał się z dwóch półetapów (rozegrano po raz pierwszy jazdę drużynową jako 1 półetap, a 2 półetap start wspólny). Wystartowało 178 zawodników w 36 ekipach, w tym 18 ekip z zagranicy. Po raz pierwszy wystartowali zawodnicy ze Szwecji. Po rozegraniu wszystkich etapów w klasyfikacji generalnej zwyciężyli:
- I miejsce Maciej Ułanowski – SMS Świdnica
- II miejsce Kamil Zieliński – SMS Żyrardów
- III Miejsce Sianhel Papok – Białoruś

a w klasyfikacji drużynowej zwyciężyli:
- I miejsce Turingien Niemcy
- II miejsce Litwa
- III miejsce Polska

Wyścig ukończyło 126 zawodników.
XIX Międzynarodowy Wyścig Kolarski Juniorów rozegrano w dniach 28.04 – 01.05.2007 roku na trasie czterech etapów o łącznej długości 401 km. Ten wyścig rozegrano również w formule jak w 2006 roku. Wystartowało 154 zawodników w 32 ekipach, w tym 16 ekip z zagranicy. Po rozegraniu wszystkich etapów w klasyfikacji generalnej zwyciężyli:
- I miejsce Michał Kwiatkowski – Polska
- II miejsce Peter Sagan – Słowacja
- III miejsce Oleksander Martynenko – Ukraina II

a w klasyfikacji drużynowej zwyciężyli:
- I miejsce Polska
- II miejsce Francja
- III miejsce Rosja I

XX Międzynarodowy Wyścig Kolarski juniorów rozegrano w dniach 01–04.05.2008 roku na czterech etapach o łącznej długości 407 km. Wystartowało 133 zawodników w 27 ekipach, w tym 14 ekip zagranicznych. W wyścigu tym po raz pierwszy wystartowali zawodnicy z Serbii i Kazachstanu. W generalnej klasyfikacji indywidualnej zwyciężyli:
- I miejsce Niklas Arndt – RSC Cottbus
- II miejsce Alphonse Vermote – Belgia
- III Miejsce Paweł Piotrowicz – SMS Świdnica

a w klasyfikacji drużynowej zwyciężyli:
- I miejsce RSC Cottbus
- II miejsce Szwecja
- III miejsce Belgia

Wyścig był bardzo ciekawy, ponieważ do ostatniego etapu nie było wiadomo kto zostanie zwycięzcą w klasyfikacji generalnej. Prowadzący po trzech etapach zawodnik z Belgii Vermote miał tylko 4 sekundy przewagi nad Niklasem Arndtem. Ostatni IV etap wygrał zawodnik grudziądzkiego klubu Artur Komisarzek, a późniejszy zwycięzca Niklas Arndt zajął II miejsce i dzięki bonifikacie (9")zwyciężył w całym wyścigu z przewagą 3 sekund.
XXI Międzynarodowy Wyścig Kolarski Juniorów rozegrany został w dniach 30.04 – 03.05.2009 rok na trasie czterech etapów o łącznej długości 403 km. Wystartowało 139 zawodników w 28 ekipach, w tym 14 ekip zagranicznych. Po raz pierwszy wystartowali zawodnicy z Izraela. Po rozegraniu etapów w klasyfikacji indywidualnej zwyciężyli:
- I miejsce Stanislau Bazhou – Białoruś
- II miejsce Yauheni Patenka – Białoruś
- III Miejsce Damian Szarmka – LUKS Art. Print Olsztyn

a w klasyfikacji drużynowej zwyciężyli:
- I miejsce Białoruś
- II miejsce RSC Cottbus
- III miejsce SMS Toruń

Wyścig ponownie był bardzo ciekawy bowiem zwycięzca w klasyfikacji generalnej miał tylko 6 sekund przewagi nad kolejnym zawodnikiem. Miastem etapowym po raz pierwszy zostało miasto Świecie.
XXII Międzynarodowy Wyścig Kolarski Juniorów rozegrany został w dniach 29.04 – 02.05.2010 roku na trasie czterech etapów o łącznej długości 411 km. Wystartowało 170 zawodników w 30 ekipach, w tym 13 ekip z zagranicy. Po rozegraniu wszystkich etapów w klasyfikacji generalnej zwyciężyli:
- I miejsce Alexander Grigoriev – Rosja
- II miejsce Nikita Zaharoven – Białoruś
- III Miejsce Juri Vasyliv – RSC Cottbus

a w klasyfikacji drużynowej kolejność była następująca:
- I miejsce Belgia
- II miejsce Białoruś
- III miejsce Mostostal Puławy

XXIII Międzynarodowy Wyścig Kolarski Juniorów rozegrano na trasie czterech etapów o łącznej długości 408 km. Wystartowało 133 zawodników w 24 ekipach, w tym 13 ekip zagranicznych. Zwycięzcami w klasyfikacji generalnej indywidualnej zostali:
- I miejsce Mateusz Mikulicz – ALKS „STAL” Grudziądz
- II miejsce Rob Lemans – Belgia
- III miejsce Michał Michciński – ALKS „STAL” Grudziądz

a w klasyfikacji drużynowej zwyciężyli:
- I miejsce Ukraina
- II miejsce „Pacyfik” Toruń
- III miejsce ALKS „STAL” Grudziądz

XXIV Międzynarodowy Wyścig Kolarski Juniorów rozegrano w dniach 26.04 – 29.04.2012r. na czterech etapach o łącznej długości 406,7 km. Wystartowało 151 zawodników w 27 ekipach, w tym 15 ekip zagranicznych. Po raz pierwszy kolarze zawitali do Chełmży. Po rozegraniu wszystkich etapów zwycięzcami w klasyfikacji zostali:
- I miejsce Janas Rickaert – Belgia
- II miejsce Kirill Mordvintser – Kazachstan
- III Miejsce Diyas Shagayer – Kazachstan

a w klasyfikacji drużynowej zwyciężyli:
- I miejsce Kazachstan
- II miejsce Białoruś
- III miejsce Litwa

XXV Międzynarodowy Wyścig Kolarski Juniorów rozegrano w dniach 25–28.04.2013 rok na czterech etapach o łącznej długości 393,2 km. Wystartowało 180 zawodników w 34 ekipach, w tym 19 ekip z zagranicy. Po raz pierwszy wystartowali zawodnicy z Norwegii. Po rozegraniu wszystkich etapów w klasyfikacji generalnej zwyciężyli:
- I miejsce Patryk Krzywda – SMS Świdnica
- II miejsce Daniel Hartvig – Dania
- III Miejsce Patrick Dun Van Der – Holandia

a w klasyfikacji drużynowej:
- I miejsce WSV Emmen Holandia
- II miejsce ABC JUNIOR Dania
- III miejsce SMS Świdnica

XXVI Międzynarodowy Wyścig Kolarski Juniorów rozegrano w dniach 01–04.05.2014r. na czterech etapach o łącznej długości 408,1 km. Wystartowało 185 zawodników w 33 ekipach, w tym 21 ekip zagranicznych. Po raz pierwszy wystartowało reprezentacja Armenii. W klasyfikacji generalnej (indywidualnej) zwyciężyli:
- I miejsce Julius Van den Berg – Holandia
- II miejsce Alana Banaszek – BDC Nowy Dwór
- III Miejsce Maxim Satlikov – Kazachstan

a w klasyfikacji drużynowej zwyciężyli:
- I miejsce VIKING Waterland Wielerteam Holandia
- II miejsce Kazachstan
- III miejsce Ukraina

Wyścig tak jak w poprzednich latach był bardzo ciekawy i do końca trwała walka o zwycięstwo indywidualne. Ostatecznie Alanowi Banaszkowi zabrało 8 sekund do zwycięstwa.
XXVII Międzynarodowy Wyścig Kolarski juniorów rozegrany został w dniach 30.04 – 03.05.2015 roku na czterech etapach o łącznej trasie 408,1 km. Wystartowało 195 zawodników (najwięcej w dotychczasowej historii) w 34 ekipach, w tym 22 ekipy z zagranicy. Po raz pierwszy wystartowali zawodnicy z Wielkiej Brytanii, a kolejnymi miejscowościami gdzie rozegrano etap była Płużnica i Lisewo. Rozegrano cztery etapy i ostatecznie w klasyfikacji (indywidualnej) generalnej zwyciężyli:
- I miejsce Max Kanter – RSC Cottbus
- II miejsce Stanisław Aniołkowski – BDC Nowy Dwór
- III Miejsce Szymon Kowalczyk – KTK Kalisz

a w klasyfikacji drużynowej zwyciężyli:
- I miejsce BDC NOSIR Nowy Dwór
- II miejsce RSC Cottbus
- III miejsce SMS Żyrardów

Jak zwykle w klasyfikacji indywidualnej wala trwała do końca, a zwycięzca w klasyfikacji generalnej wygrał z przewagą zaledwie 10 sekund.
XXVIII Międzynarodowy Wyścig kolarski juniorów rozegrano w dniach 30.04-03.05.2016 na łącznej trasie 395,2 km (cztery etapy). Wystartowało 165 zawodników w 29 ekipach, w tym 18 ekip zagranicznych. W imprezie po raz pierwszy wystartowali zawodnicy z Gruzji. Po rozegraniu wszystkich etapów zwycięzcami zostali:
- I miejsce Dawid Czubak – KTK Kalisz
- II miejsce Szymon Krawczyk – KTK Kalisz
- III Miejsce Filip Maciejuk – SMS Żyrardów

a w klasyfikacji drużynowej zwyciężyli:
- I miejsce RWC AHOY Holandia
- II miejsce KTK Kalisz
- III miejsce SMS Żyrardów

XXIX Międzynarodowy Wyścig Kolarski juniorów rozegrano w dniach 30.04.-03.05.2017 r. n łącznej trasie 404,4 km (cztery etapy). Wystartowało 190 zawodników w 32 ekipach, w tym 16 ekip zagranicznych. W wyścigu tym po raz pierwszy wystartowali zawodnicy z Azerbejdżanu. Po rozegraniu całego wyścigu zwycięzcami zostali:
- I miejsce Filip Maciejuk – Polska
- II miejsce Martin Mollerup – Szwecja
- III Miejsce Denas Masiulis – Litwa

a w klasyfikacji drużynowej zwyciężyli:
- I miejsce Polska
- II miejsce Litwa
- III miejsce HMT JLI Condor CT Wielka Brytania

XXX Międzynarodowy Wyścig Kolarski juniorów rozegrano w dniach 28.04.-01.05.2018 r. n łącznej trasie 402,9 km (cztery etapy). Wystartowało 176 zawodników w 33 ekipach, w tym 21 ekip zagranicznych. W wyścigu tym po raz pierwszy wystartowali zawodnicy z Rumunii. Po rozegraniu całego wyścigu zwycięzcami zostali:
- I miejsce Olav Kooj – Forte U19 Cycling Team Holandia
- II miejsce Hidde Van Veenendaal – WV De Jonge Renner Holandia
- III Miejsce Milan Henkelmann – RSC Cottbus Niemcy

a w klasyfikacji drużynowej zwyciężyli:
- I miejsce SMS Żyrandów
- II miejsce Forte U19 Cycling Team Holandia
- III miejsce ALKS STAL OCETIX IGLOTEX Grudziądz

XXXI Międzynarodowy Wyścig Kolarski juniorów rozegrano w dniach 01.05.-04.05.2019 r. n łącznej trasie 390,2 km (cztery etapy). Wystartowało 176 zawodników w 32 ekipach, w tym 18 ekip zagranicznych. W wyścigu tym po raz pierwszy wystartowali zawodnicy z Serbii. Po rozegraniu całego wyścigu zwycięzcami zostali:
- I miejsce Robert Donaldson – HMT Hospitals Giant CT Wielka Brytania
- II miejsce Hidde Van Veenendaal – ZEROgas WV de Jonge Renner Holandia
- III Miejsce Jakub Rutkowski – UKS Copernicus Toruń CCC

a w klasyfikacji drużynowej zwyciężyli:
- I miejsce Łotwa
- II miejsce ZEROgas WV de Jonge Renner Holandia
- III miejsce Polska

XXXII Międzynarodowy Wyścig Kolarski juniorów rozegrano po 3 letniej przerwie spowodowanej przez pandemię COVID-19 w dniach 28.04.-01.05.2023 r. n łącznej trasie 385,2 km (cztery etapy). Wystartowało 142 zawodników w 24 ekipach, w tym 15 ekip zagranicznych. W wyścigu tym po raz pierwszy wystartowali zawodnicy z Bułgarii. Z tego wyścigu zostali wykluczeni z powodu wojny na Ukrainie ekipy z Rosji i Białorusi. Po rozegraniu całego wyścigu zwycięzcami zostali:
- I miejsce Marceli Pera – SMS Toruń
- II miejsce Davis Gludavs – Łotwa
- III Miejsce Daniel Mathieu Vivi Brockhoff – Team VIFRA Kvickly Odder Dania

a w klasyfikacji drużynowej zwyciężyli:
- I miejsce SMS Toruń
- II miejsce Tscherning Cycling Academy Dania
- III miejsce Team VIFRA Kvickly Odder Dania

XXXIII Międzynarodowy Wyścig Kolarski juniorów rozegrano w dniach 01.05.-04.05.2024 r. n łącznej trasie 389,4 km (cztery etapy). Wystartowało 191 zawodników w 31 ekipach, w tym 19 ekip zagranicznych. Tak jak w roku ubiegłym z tego wyścigu zostali wykluczeni z powodu wojny na Ukrainie ekipy z Rosji i Białorusi. Po rozegraniu całego wyścigu
zwycięzcami zostali:
- I miejsce Szymon Bęben – SMS Świdnica
- II miejsce Marceli Pera – KTK Kalisz
- III Miejsce Antoine Quint – GRINTA Regional Team Noord Holandia

a w klasyfikacji drużynowej zwyciężyli:
- I miejsce SMS Świdnica
- II miejsce Estonia
- III miejsce KTK Kalisz

XXXIV Międzynarodowy Wyścig Kolarski juniorów rozegrano w dniach 01.05.-04.05.2025 r. n łącznej trasie 388,7 km (cztery etapy). Wystartowało 171 zawodników w 32 ekipach, w tym 13 ekip zagranicznych.  A kolejnymi miejscowościami gdzie rozegrano etap było Kijewo Królewskie, tak jak w roku ubiegłym i 2 lata temu z tego wyścigu zostali wykluczeni z powodu wojny na Ukrainie ekipy z Rosji i Białorusi. Po rozegraniu całego wyścigu
zwycięzcami zostali:
- I miejsce Alexander Kamstrup Røssel – Team IMPROV-Giant Store-CEC Junior Dania
- II miejsce Albert Hansgraad Jensen – Team Kvickly Odder Dania
- III Miejsce  Benjamin Kofoed Thestrup – UnoX Carl ras Roskilde Junior Dania

a w klasyfikacji drużynowej zwyciężyli:
- I miejsce Team Kvickly Odder Dania
- II miejsce  UnoX Carl ras Roskilde Junior Dania
- III miejsce Tscherning Cycling Academy Dania

## Triumfatorzy

### Lista zwycięzców indywidualnej klasyfikacji generalnej
| Rok  | Nazwisko i imię                                     | Klub                                                | Kraj                                                |
| ---- | --------------------------------------------------- | --------------------------------------------------- | --------------------------------------------------- |
| 1989 | Piotr Pietruszka                                    | SOKÓŁ Częstochowa                                   | Polska                                              |
| 1990 | Mariusz Krzak                                       | STAL Grudziądz                                      | Polska                                              |
| 1991 | Piotr Wadecki                                       | MLEXER Elbląg                                       | Polska                                              |
| 1992 | Krzysztof Ciesielski                                | HELLENA Kalisz                                      | Polska                                              |
| 1993 | Rafał Kazimierczak                                  | STOMIL Poznań                                       | Polska                                              |
| 1994 | Maciej Neumann                                      | POM Strzelce Kraj.                                  | Polska                                              |
| 1995 | Sandro Schynol                                      | RFN Cottbus                                         | Niemcy                                              |
| 1996 | Sergeuei Kramzine                                   | Rosja                                               | Rosja                                               |
| 1997 | Alexandre Koutshinski                               | Białoruś                                            | Białoruś                                            |
| 1998 | Jan Pokrandt                                        | RFN Cottbus                                         | Niemcy                                              |
| 1999 | Daniel Majewski                                     | SMS Toruń                                           | Polska                                              |
| 2000 | Błażej Janiaczyk                                    | Polska                                              | Polska                                              |
| 2001 | Jukka Vastaranta                                    | Finlandia                                           | Finlandia                                           |
| 2002 | Matej Jurčo                                         | Słowacja                                            | Słowacja                                            |
| 2003 | Michaił Ignatiew                                    | Rosja                                               | Rosja                                               |
| 2004 | Timofey Kritskiy                                    | Rosja 2 Premier                                     | Rosja                                               |
| 2005 | Paweł Mikulicz                                      | Polska                                              | Polska                                              |
| 2006 | Maciej Ułanowski                                    | SMS Świdnica                                        | Polska                                              |
| 2007 | Michał Kwiatkowski                                  | Polska                                              | Polska                                              |
| 2008 | Niklas Amdt                                         | RSC Cottbus                                         | Niemcy                                              |
| 2009 | Stanislau Bazhkou                                   | RSOP BELARUS                                        | Białoruś                                            |
| 2010 | Alexander Grigoriev                                 | Moskwa                                              | Rosja                                               |
| 2011 | Mateusz Mikulicz                                    | ALKS STAL IGLOTEX OCETIX Grudziądz                  | Polska                                              |
| 2012 | Jonas Rickaert                                      | KON. BALEN B.C. V.Z.W. BEL                          | Belgia                                              |
| 2013 | Patryk Krzywda                                      | SMS Świdnica/KTK-Kalisz                             | Polska                                              |
| 2014 | Julius Van den Berg                                 | Holandia                                            | Holandia                                            |
| 2015 | Max Kanter                                          | RSC Cottbus                                         | Niemcy                                              |
| 2016 | Dawid Czubak                                        | KTK Kalisz – SMS Toruń                              | Polska                                              |
| 2017 | Filip Maciejuk                                      | Reprezentacja Polski                                | Polska                                              |
| 2018 | Olav Kooij                                          | Forte U19 Cycling Team                              | Holandia                                            |
| 2019 | Robert Donaldson                                    | HMT Hospitals Giant CT                              | Wielka Brytania                                     |
| 2020 | wyścig odwołany z powodu pandemii COVID-19 w Polsce | wyścig odwołany z powodu pandemii COVID-19 w Polsce | wyścig odwołany z powodu pandemii COVID-19 w Polsce |
| 2021 | wyścig odwołany z powodu pandemii COVID-19 w Polsce | wyścig odwołany z powodu pandemii COVID-19 w Polsce | wyścig odwołany z powodu pandemii COVID-19 w Polsce |
| 2022 | wyścig odwołany z powodu pandemii COVID-19 w Polsce | wyścig odwołany z powodu pandemii COVID-19 w Polsce | wyścig odwołany z powodu pandemii COVID-19 w Polsce |
| 2023 | Marceli Pera                                        | SMS Toruń                                           | Polska                                              |
| 2024 | Szymon Bęben                                        | SMS Świdnica                                        | Polska                                              |
| 2025 | Alexander Kamstrup Røssel                           | Team IMPROV-Giant Store-CEC Junior                  | Dania                                               |